# 895 Helio
A 895 Helio (ideiglenes jelöléssel 1918 DU) a Naprendszer kisbolygóövében található aszteroida. Max Wolf fedezte fel 1918. július 11-én, Heidelbergben.